# 紫螺
紫螺（学名：Janthina janthina）是紫螺科紫螺属的一种。

## 分佈
本物種分佈範圍很廣，見于熱帶和亞熱帶大西洋、印度洋和太平洋海域，常栖息在浅海沙底、浮游生活。